# Duele el corazón
«Duele el corazón» es un sencillo del cantante español Enrique Iglesias en colaboración del cantante puertorriqueño Wisin. La canción fue compuesta por Enrique Iglesias, Servando Primera y Patrick Romantik. Fue lanzado el 18 de abril de 2016.

## Posiciones
| Lista (2016)                       | Mejor posición |
| ---------------------------------- | -------------- |
| (Ö3 Austria Top 40)                | 5              |
| Bélgica (Ultratop 50 Flanders)     | 9              |
| Bélgica (Ultratop Wallonia)        | 8              |
| Bulgaria (IFPI)                    | 1              |
| Francia (SNEP)                     | 12             |
| Hungría (Single Top 40)            | 16             |
| Italia (FIMI)                      | 4              |
| Mexico Airplay (Billboard)         | 1              |
| Holanda (Single Top 100)           | 10             |
| Polonia (Polish Airplay Top 100)   | 11             |
| Portugal (Billboard)               | 1              |
| Eslovaquia (Rádio Top 100)         | 25             |
| España (Top 100 Canciones)         | 1              |
| LOS40 España                       | 1              |
| Suecia (Sverigetopplistan)         | 10             |
| Suiza (Schweizer Hitparade)        | 1              |
| Estados Unidos (Hot Latin Songs)   | 1              |
| Estados Unidos (Latin Pop Airplay) | 1              |
| Estados Unidos (Tropical Airplay)  | 29             |
| Venezuela (Record Report)          | 10             |

### Anuales
| País   | Certificador   | Lista         | Mejor posición |
| 2016   | 2016           | 2016          | 2016           |
| ------ | -------------- | ------------- | -------------- |
| México | Monitor Latino | Top pop anual | 1              |

## Certificaciones

### Certificaciones
| País     | Organismo certificador | Certificación  | Ventas certificadas | Ref.   |
| -------- | ---------------------- | -------------- | ------------------- | ------ |
| Alemania | BVMI                   | Oro            | 200,000             | [ 16 ] |
| Bélgica  | BEA                    | Platino        | 30,000              | [ 17 ] |
| España   | PROMUSICAE             | 5× Platino     | 200,000             | [ 18 ] |
| Francia  | SNEP                   | Platino        | 150,000             | [ 19 ] |
| Italia   | FIMI                   | 5× Platino     | 250,000             | [ 20 ] |
| México   | AMPROFON               | Diamante + Oro | 330,000             | [ 21 ] |
| Polonia  | ZPAV                   | Diamante       | 100,000             | [ 22 ] |
| Suecia   | IFPI — Suecia          | 2× Platino     | 80,000              | [ 23 ] |